# Tillandsia 'Jalapa Fortin'
Tillandsia 'Jalapa Fortin' es un cultivar híbrido del género Tillandsia perteneciente a la familia Bromeliaceae.
Es un híbrido creado en el año 1970 con las especies Tillandsia fasciculata × Tillandsia ionantha.